# علی علیاری
علی علیاری یک فرنگی‌کار اهل فردوسیه ایران است. وی برادر مهدی علیاری می باشد.
از افتخارات وی می‌توان به کسب مدال برنز وزن ۹۸ کیلوگرم کشتی فرنگی در مسابقات قهرمانی کشتی آسیا ۲۰۱۴ اشاره کرد.

## فعالیت حرفه‌ای ورزشی

### قهرمانی آسیا ۲۰۱۴
علیاری پس از استراحت در دور اول توانسته بود بکسلطان ماگومدوف از قرقیزستان را با نتیجه‌ سه بر یک شکست دهد، اما در دیدار نیمه نهایی با نتیجه‌ شش بر دو به آکیرا اوساکا از ژاپن باخته بود. علیاری در دیدار رده بندی با نتیجه‌ ۱-۰ یحیی ابوتبیخ از اردن را برد و بر سکوی سوم ایستاد.